# Herapathit
Herapathit ist eine chemische Verbindung, die polarisierende Eigenschaften besitzt.

## Geschichte
Herapathit wurde 1852 von dem englischen Arzt und Forscher William Bird Herapath (1820–1868) auf ungewöhnliche Art und Weise entdeckt. Bei einem biologischen Versuch tropfte sein Assistent Iodtinktur in Hundeurin, nachdem diesem zuvor Chinin verabreicht wurde. Dabei bildeten sich im Urin des Hundes grüne, schimmernde, nadelförmige Kristalle, die das Interesse des Forschers weckten. Er stellte bei Untersuchungen unter dem Mikroskop starke Polarisationseigenschaften des Stoffes fest, was er aus der Schwarzfärbung schloss, wenn sich die Kristalle in bestimmten Winkeln überdeckten. Die chemische Struktur wurde 1876 durch Sophus Mads Jørgensen aufgeklärt. Die nach ihrem Entdecker benannte Verbindung wird zur Produktion von Polarisationsfiltern genutzt.  Anfänglichen Problemen zu geringer Größe der Kristalle konnte durch verbesserte Kristallzuchtverfahren (so nach Ferdinand Bernauer, dem es gelang, großflächige, aber nur Bruchteile eines Millimeter dicke Einkristalle zu züchten) oder durch Verfahren zur gleichen dichroistischen Ausrichtung einer Vielzahl kleiner Kristalle begegnet werden. So hat in den 1930er-Jahren der amerikanische Physiker Edwin Herbert Land Polarisationsfolien entwickelt, die aus gestreckten Kunststofffolien (womit sich auch die Moleküle des Kunststoffs parallel ausrichteten) mit eingelagerten Herapathitkristallen bestanden. Diese Polarisationsfilter finden noch heute in der Fotografie, aber auch in Sonnenbrillen, Verwendung. Das Patent für diese Technik wurde dem Physiker 1933 erteilt, welcher wenig später die nach der Folie benannte Firma Polaroid gründete. Im gleichen Zeitraum wurde durch Charles West die orthorhombische Kristallstruktur festgestellt. Doch erst im Jahr 2009 haben Chemiker von der University of Washington in Seattle die genaue Struktur des Herapathits durch Röntgenbeugungsanalysen entschlüsselt.

## Eigenschaften
Chemisch handelt es sich bei Herapathit um Chininsulfattriiodid (oder auch Iodchininsulfat oder Chininbisulfatpolyiodid oder Chininhydrogensulfatpolyiodid) mit der chemischen Formel 4·(C20H24N2O2)·H2·3·(SO4)·2·(I3)·6·(H2O), wobei sich mehrere verschiedene Kristalle mit diesen Bestandteilen durch die unterschiedlichen Oxidationsstufen von Iod herstellen lassen, die jedoch alle ähnliche Eigenschaften wie Herapathit besitzen. Hergestellt wird Herapathit durch Lösung von schwefelsaurem Chinin in Essigsäure unter Zugabe von Iod. Die ausfallenden nadelförmigen Kristalle sind farblos, im auffallenden Licht jedoch prächtig grün metallglänzend. Herapathit ist schwer löslich in Wasser und leicht löslich in Alkoholen. Es polarisiert Licht fünfmal stärker als Turmalin und wird in Polarisationsfiltern verwendet. Die Farbeigenschaften des dichroitischen Materials entstehen durch Iodidanion-Ketten.